# Coupe de France de hockey sur glace 2024-2025
Navigation
Coupe de France 2024 Coupe de France 2026
La Coupe de France 2025 de hockey sur glace est la trente-deuxième édition de cette compétition organisée par la Fédération française de hockey sur glace. La finale se joue le 16 février 2025 au Palais omnisports de Paris-Bercy, à Paris.

## Présentation
La Coupe de France est jouée sous la forme d'une compétition à élimination directe, chaque rencontre devant déterminer un vainqueur. S'il y a égalité à l'issue du temps réglementaire, une période de prolongation de cinq minutes est jouée, suivie si nécessaire d'une séance de tirs au but. Chaque rencontre est déterminée par tirage au sort, mais, jusqu'aux huitièmes de finale, celui-ci s'effectue dans des zones géographiques afin de limiter les déplacements.
Les clubs des trois premières divisions sont tenus d'y participer. Ceux de la Division 3 (4e niveau) sont libres d'y participer ou non.
Le calendrier de la coupe est le suivant :
- Premier tour : 28 septembre 2024
- Seizièmes de finale : 22 et 23 octobre 2024
- Huitièmes de finale : 26 et 27 novembre 2024
- Quarts de finale : 17 et 18 décembre 202
- Demi-finales : 7 et 8 janvier 2025
- Finale : 26 février 2025

| Tour                | Division | Division | Division | Division | Division                             |
| Tour                | Synerglace Ligue Magnus (SLM) | Division 1 (D1) | Division 2 (D2) | Division 3 (D3)                                                                                                   | Club affilié                         |
| ------------------- | --- | --- | --- | --- | ------------------------------------ |
| Premier tour        | | Albatros de Brest Drakkars de Caen Éléphants de Chambéry Dogs de Cholet Bouquetins du HCMP Corsaires de Dunkerque Wildcats d'Épinal Comètes de Meudon Yétis du Mont-Blanc Pingouins de Morzine-Avoriaz Corsaires de Nantes Bisons de Neuilly-sur-Marne Étoile noire de Strasbourg Remparts de Tours Diables rouges de Valenciennes Ours de Villard-de-Lans | Chevaliers du lac d'Annecy Gaulois de Châlons-en-Champagne Sangliers Arvernes de Clermont Coqs de Courbevoie Ducs de Dijon Jets d'Évry Viry Aigles de La Roche-sur-Yon Tornado Luxembourg Lions de Lyon Vipers de Montpellier Renards d'Orléans Français volants de Paris Phénix de Reims Renards de Roanne Bélougas de Toulouse-Blagnac Lynx de Valence Lions de Wasquehal | Aigles de Besançon Grands Ducs de Brive Lions de Compiègne Graoully de Metz Scorpions de Mulhouse Krokos de Nîmes | Missiles de Saint-Pierre-et-Miquelon |
| Seizièmes de finale | Gothiques d'Amiens Ducs d'Angers Hormadi Anglet Boxers de Bordeaux Diables rouges de Briançon Jokers de Cergy-Pontoise Pionniers de Chamonix Mont-Blanc Rapaces de Gap Brûleurs de loups de Grenoble Spartiates de Marseille Aigles de Nice Dragons de Rouen | | | |                                      |

## Résultats

### Premier tour
| 5 octobre 2024 | Saint-Pierre-et-Miquelon | 2-10 | Courbevoie (D2) | Patinoire de Saint-Pierre |

| 28 septembre 2024 | Reims (D2) | 2-4 (0-3, 0-1, 2-0) | Dunkerque (D1) | Patinoire Albert-Ier 600 spectateurs |

| Feuille de match | Feuille de match                                                        | Feuille de match        | Feuille de match | Feuille de match                                                                                 |
| ---------------- | ----------------------------------------------------------------------- | ----------------------- | --- | ------------------------------------------------------------------------------------------------ |
|                  | - Vitali (Detante, Michaux) — 48 min 6 s Martial (Poulin) — 53 min 35 s | 0-1 0-2 0-3 0-4 1-4 2-4 | Germond (Barberis, Cruchandeau) — 5 min 16 s (SN) Belharfi (Carpentier, Young) — 12 min 54 s Daneau (Young, Carpentier) — 15 min 25 s Dinda (Germond, Carpentier) — 31 min 33 s (SN) - | Arbitrage : Samuel Fessier et Jérémie Collin Juges de ligne : Matteo Germond et David Tchekachev |
| Mongellaz        | Gardiens                                                                | Luba                    | | Arbitrage : Samuel Fessier et Jérémie Collin Juges de ligne : Matteo Germond et David Tchekachev |
| 8 min            | Pénalités                                                               | 12 min                  | | Arbitrage : Samuel Fessier et Jérémie Collin Juges de ligne : Matteo Germond et David Tchekachev |
|                  |                                                                         |                         | | Arbitrage : Samuel Fessier et Jérémie Collin Juges de ligne : Matteo Germond et David Tchekachev |

| 28 septembre 2024 | Valenciennes (D1) | 5-1 (2-0, 1-1, 2-0) | Neuilly-sur-Marne (D1) | Patinoire Valigloo 500 spectateurs |

| Feuille de match | Feuille de match | Feuille de match        | Feuille de match          | Feuille de match                                                                                    |
| ---------------- | --- | ----------------------- | ------------------------- | --------------------------------------------------------------------------------------------------- |
|                  | Jääskeläinen (Moran, De Mali) — 5 min 29 s Garrido (Roth) — 12 min 34 s - Karlsson (Danilenko, Altidor) — 26 min 59 s De Mali (Danilenko, Garrido) — 41 min 50 s (SN) Karlsson (De Mali, Moran) — 58 min 15 s | 1-0 2-0 2-1 3-1 4-1 5-1 | - Jokinen — 22 min 20 s - | Arbitrage : Julien Peyre et Alexandre Hauchart Juges de ligne : Maxime Laboulais et Nicolas Messier |
| Chateauvieux     | Gardiens | Filonenko               |                           | Arbitrage : Julien Peyre et Alexandre Hauchart Juges de ligne : Maxime Laboulais et Nicolas Messier |
| 2 min            | Pénalités | 6 min                   |                           | Arbitrage : Julien Peyre et Alexandre Hauchart Juges de ligne : Maxime Laboulais et Nicolas Messier |
|                  | |                         |                           | Arbitrage : Julien Peyre et Alexandre Hauchart Juges de ligne : Maxime Laboulais et Nicolas Messier |

| 28 septembre 2024 | Français volants (D2) | 2-3 (1-0, 1-1, 0-2) | Châlons-en-Champagne (D2) | Patinoire du Val de France 202 spectateurs |

| Feuille de match                                 | Feuille de match                                                       | Feuille de match    | Feuille de match | Feuille de match                                                             |
| ------------------------------------------------ | ---------------------------------------------------------------------- | ------------------- | --- | ---------------------------------------------------------------------------- |
|                                                  | Dumont (Nadaux, Papaux) — 53 s - Houeix (Papaux, Cuzin) — 33 min 6 s - | 1-0 1-1 2-1 2-2 2-3 | - Moreau (Markula) — 22 min 40 s (SN) - Yliniva (Roudadoux) — 55 min 9 s Roudadoux (Pernot, Moreau) — 57 min 36 s (SN) | Arbitrage : Jérémie Douchy Juges de ligne : Alban Delsarte et Gaëlle Bourdon |
| Florchinger (32 min 35 s) Mainfray (26 min 12 s) | Gardiens                                                               | Guilbaut            | | Arbitrage : Jérémie Douchy Juges de ligne : Alban Delsarte et Gaëlle Bourdon |
| 8 min                                            | Pénalités                                                              | 2 min               | | Arbitrage : Jérémie Douchy Juges de ligne : Alban Delsarte et Gaëlle Bourdon |
|                                                  |                                                                        |                     | | Arbitrage : Jérémie Douchy Juges de ligne : Alban Delsarte et Gaëlle Bourdon |

| 28 septembre 2024 | Orléans (D2) | 4-11 (1-3, 2-3, 1-5) | Meudon (D1) | Patinoire du Baron |

| Feuille de match | Feuille de match | Feuille de match                                              | Feuille de match | Feuille de match                                                                                          |
| ---------------- | --- | ------------------------------------------------------------- | --- | --- |
|                  | - Burkits (Nedjari) — 16 min 53 s - Shafeev (Lancien) — 33 min 24 s Shafeev — 34 min 43 s (IN) - Shafeev (Derody) — 50 min 11 s - | 0-1 0-2 1-2 1-3 1-4 2-4 3-4 3-5 3-6 3-7 3-8 3-9 4-9 4-10 4-11 | Lorraine (Deplanque) — 14 min 28 s Lorraine (Mony, Pisarik) — 15 min 6 s - Chatski (Torstensson) — 17 min 26 s Mahieu (Mony, Lorraine) — 32 min 28 s - Mathieu (Rudl, Lorraine) — 37 min 8 s (SN) Borraz (Fossey, Hervé) — 38 min 43 s Chatski (Mathieu) — 40 min 26 s Eklöf (Lorraine, Rudl) — 47 min Hacala (Mony, Trouvé) — 47 min 56 s - Chatski (Eklöf) — 55 min 12 s Lorraine (Chatski, Eklöf) — 55 min 35 s | Arbitrage : Charles-Édouard Salmon et Nicolas Crégut Juges de ligne : Paul Fonteneau et Julien Le Monnier |
| Jones            | Gardiens | Melin                                                         | | Arbitrage : Charles-Édouard Salmon et Nicolas Crégut Juges de ligne : Paul Fonteneau et Julien Le Monnier |
| 12 min           | Pénalités | 4 min                                                         | | Arbitrage : Charles-Édouard Salmon et Nicolas Crégut Juges de ligne : Paul Fonteneau et Julien Le Monnier |
|                  | |                                                               | | Arbitrage : Charles-Édouard Salmon et Nicolas Crégut Juges de ligne : Paul Fonteneau et Julien Le Monnier |

| 28 septembre 2024 | Évry-Viry (D2) | 3-2 (3-0, 0-0, 0-2) | Wasquehal (D2) | Patinoire François-Le-Comte |

| Feuille de match | Feuille de match | Feuille de match    | Feuille de match                                                  | Feuille de match                                                                   |
| ---------------- | --- | ------------------- | ----------------------------------------------------------------- | ---------------------------------------------------------------------------------- |
|                  | Christy (Apetagon, M. Decourtye) — 3 min 35 s Christy (Peltier, M. Decourtye) — 16 min 9 s Audette (Apetagon, Radolanirina) — 19 min 24 s (SN) - | 1-0 2-0 3-0 3-1 3-2 | - Adamczak (Clef) — 48 min 43 s Besson (Zajac) — 54 min 50 s (IN) | Arbitrage : Guillaume Gardiol Juges de ligne : Joffrey Yssembourg et Louis Gissler |
| Makeev           | Gardiens | Philbert            |                                                                   | Arbitrage : Guillaume Gardiol Juges de ligne : Joffrey Yssembourg et Louis Gissler |
| 4 min            | Pénalités | 8 min               |                                                                   | Arbitrage : Guillaume Gardiol Juges de ligne : Joffrey Yssembourg et Louis Gissler |
|                  | |                     |                                                                   | Arbitrage : Guillaume Gardiol Juges de ligne : Joffrey Yssembourg et Louis Gissler |

| 28 septembre 2024 | Besançon (D3) | 5-2 (0-2, 1-0, 4-0) | Mulhouse (D3) | Patinoire La Fayette 457 spectateurs |

| Feuille de match | Feuille de match | Feuille de match            | Feuille de match                                                  | Feuille de match                                 |
| ---------------- | --- | --------------------------- | ----------------------------------------------------------------- | ------------------------------------------------ |
|                  | - Popin (Bais, C. Braga-Briquez) — 20 min 25 s C. Braga-Briquez (Chelossi) — 47 min 33 s Robert — 51 min 3 s Robert (Zaujec) — 58 min 12 s Robert — 58 min 40 s (SN) | 0-1 0-2 1-2 2-2 3-2 4-2 5-2 | Ackermann (Zorita) — 13 min 13 s Burgert (Sonnet) — 19 min 58 s - | Arbitrage : Yohann Poncot et Jean-Michel Bortino |
| Beauperin        | Gardiens | Jona                        |                                                                   | Arbitrage : Yohann Poncot et Jean-Michel Bortino |
| 14 min           | Pénalités | 14 min                      |                                                                   | Arbitrage : Yohann Poncot et Jean-Michel Bortino |
|                  | |                             |                                                                   | Arbitrage : Yohann Poncot et Jean-Michel Bortino |

| 28 septembre 2024 | Tornado Luxembourg (D2) | 1-7 (0-0, 0-5, 1-2) | Roanne (D2) | Patinoire de Kockelscheuer |

| Feuille de match | Feuille de match                            | Feuille de match                | Feuille de match | Feuille de match                                                                   |
| ---------------- | ------------------------------------------- | ------------------------------- | --- | ---------------------------------------------------------------------------------- |
|                  | - Thomas (Hirvonen, Upītis) — 49 min 45 s - | 0-1 0-2 0-3 0-4 0-5 1-5 1-6 1-7 | Vojsovic (Baškatovs) — 32 min 6 s (SN) Baškatovs (Lisov) — 35 min 37 s (2 SN) Baškatovs (Vojsovic, Lisov) — 35 min 59 s (SN) Bonnefond (Haaser, Peltier) — 35 min 45 s Vojsovic (Oulmantich) — 37 min 42 s - Anossov (Baškatovs, Vojsovic) — 51 min 18 s Lisov (Baškatovs, Vojsovic) — 55 min 1 s | Arbitrage : Cédric Turbert Juges de ligne : Ilhan Kocak et Sueva Torribo-Rousselin |
| Miquel           | Gardiens                                    | Peltier                         | | Arbitrage : Cédric Turbert Juges de ligne : Ilhan Kocak et Sueva Torribo-Rousselin |
| 12 min           | Pénalités                                   | 8 min                           | | Arbitrage : Cédric Turbert Juges de ligne : Ilhan Kocak et Sueva Torribo-Rousselin |
|                  |                                             |                                 | | Arbitrage : Cédric Turbert Juges de ligne : Ilhan Kocak et Sueva Torribo-Rousselin |

| 28 septembre 2024 | Dijon (D2) | 0-12 (0-4, 0-3, 0-5) | Strasbourg (D1) | Patinoire Trimolet |

| Feuille de match | Feuille de match | Feuille de match                                   | Feuille de match | Feuille de match                                                                                         |
| ---------------- | ---------------- | -------------------------------------------------- | --- | --- |
|                  | -                | 0-1 0-2 0-3 0-4 0-5 0-6 0-7 0-8 0-9 0-10 0-11 0-12 | Olive (Takkunen) — 5 min 9 s (IN) Trudeau (Olive) — 5 min 18 s (IN) Boiteau (Olive) — 15 min 19 s (SN) Kosobud (Herrmann, Mathieu) — 19 min 27 s (SN) Burgos Ramirez (Trudeau) — 28 min 42 s (SN) Burgos Ramirez (Boiteau, Olive) — 32 min 27 s (SN) Dugas (Abdelali, Takkunen) — 28 min 9 s Boiteau (Burgos Ramirez, Takkunen) — 40 min 20 s (SN) Herrmann — 44 min 49 s Abdelali (Kosobud) — 56 min 3 s Herrmann (Mathieu, Demarcy) — 58 min 45 s Poirot (Abdelali, Takkunen) — 59 min 56 s | Arbitrage : Stéphane Péronin et Sébastien Geoffroy Juges de ligne : Florian Baudry et Johan Kirschenbaum |
| Krofta           | Gardiens         | Hiadlovský (40 min) Krauss (20 min)                | | Arbitrage : Stéphane Péronin et Sébastien Geoffroy Juges de ligne : Florian Baudry et Johan Kirschenbaum |
| 20 min           | Pénalités        | 4 min                                              | | Arbitrage : Stéphane Péronin et Sébastien Geoffroy Juges de ligne : Florian Baudry et Johan Kirschenbaum |
|                  |                  |                                                    | | Arbitrage : Stéphane Péronin et Sébastien Geoffroy Juges de ligne : Florian Baudry et Johan Kirschenbaum |

| 28 septembre 2024 | Metz (D3) | 0-15 (0-7, 0-4, 0-4) | Épinal (D1) | Ice Arena |

| Feuille de match                     | Feuille de match | Feuille de match                                                  | Feuille de match | Feuille de match                                                                                      |
| ------------------------------------ | ---------------- | ----------------------------------------------------------------- | --- | --- |
|                                      | -                | 0-1 0-2 0-3 0-4 0-5 0-6 0-7 0-8 0-9 0-10 0-11 0-12 0-13 0-14 0-15 | Rapenne (Rudzan) — 5 min 14 s Sabatier (Rudzan) — 8 min 52 s Fujerik (Rusina) — 12 min 51 s (SN) Tufet (Nechala, Manjard) — 14 min 6 s Sabatier (Rapenne) — 17 min 39 s (SN) Fujerik — 18 min 30 s Sarlin — 19 min 22 s Donnet (Rapenne) — 21 min 10 s (SN) Fujerik (Rusina, Hrehorčák) — 29 min 21 s (SN) Donnet — 36 min 42 s Nechala (Rapenne, Sabatier) — 39 min 59 s M. Labat (Martin) — 48 min 1 s Lubin (Sabatier) — 51 min 2 s (SN) Sarlin — 55 min 45 s Hrehorčák (Nechala, Sarlin) — 59 min 20 s | Arbitrage : Jérémy Métais et Rayan Bernoussi Juges de ligne : Pierre Mercier-Landry et Bastien Fafred |
| Thevenot (40 min) Henrottay (20 min) | Gardiens         | Bonvalot (40 min) Courtoison (20 min)                             | | Arbitrage : Jérémy Métais et Rayan Bernoussi Juges de ligne : Pierre Mercier-Landry et Bastien Fafred |
| 12 min                               | Pénalités        | 6 min                                                             | | Arbitrage : Jérémy Métais et Rayan Bernoussi Juges de ligne : Pierre Mercier-Landry et Bastien Fafred |
|                                      |                  |                                                                   | | Arbitrage : Jérémy Métais et Rayan Bernoussi Juges de ligne : Pierre Mercier-Landry et Bastien Fafred |

| 28 septembre 2024 | Lyon (D2) | 1-3 (1-0, 0-0, 0-3) | Morzine-Avoriaz (D1) | Patinoire Charlemagne 470 spectateurs |

| Feuille de match | Feuille de match                      | Feuille de match | Feuille de match                                                                                               | Feuille de match                                                                                 |
| ---------------- | ------------------------------------- | ---------------- | --- | ------------------------------------------------------------------------------------------------ |
|                  | Andreacchi (Chautant) — 14 min 11 s - | 1-0 1-1 1-2 1-3  | - Roch (J. Cerda, P. Cerda) — 50 min 25 s (SN) Arès (Zago) — 57 min 17 s Morozov (Luscombe) — 59 min 51 s (CV) | Arbitrage : Damien Icard et Frédéric Peurière Juges de ligne : Frédéric Edery et Viny Bergamelli |
| Ginier           | Gardiens                              | Zurawski         | | Arbitrage : Damien Icard et Frédéric Peurière Juges de ligne : Frédéric Edery et Viny Bergamelli |
| 10 min           | Pénalités                             | 10 min           | | Arbitrage : Damien Icard et Frédéric Peurière Juges de ligne : Frédéric Edery et Viny Bergamelli |
| 18               | Tirs                                  | 51               | | Arbitrage : Damien Icard et Frédéric Peurière Juges de ligne : Frédéric Edery et Viny Bergamelli |

| 28 septembre 2024 | Nîmes (D3) | 0-10 (0-1, 0-4, 0-5) | Valence (D2) | Patinoire de Nîmes |

| Feuille de match                 | Feuille de match | Feuille de match                         | Feuille de match | Feuille de match                                                                   |
| -------------------------------- | ---------------- | ---------------------------------------- | --- | ---------------------------------------------------------------------------------- |
|                                  | -                | 0-1 0-2 0-3 0-4 0-5 0-6 0-7 0-8 0-9 0-10 | Doudkine (Klyuev, Lazzaroni) — 2 min 34 s (SN) Maarni (Richard) — 23 min 39 s (IN) Doudkine (Maarni) — 29 min 19 s Plenet (Richard) — 30 min 53 s (SN) Maarni (Doudkine) — 33 min 13 s Klyuev (Lazzaroni) — 43 min 10 s Lebouché (Richard) — 48 min Maarni (Doudkine, Lazzaroni) — 52 min 6 s Zinger — 55 min 6 s (SN) Plenet (Clément) — 55 min 29 s | Arbitrage : Adrian Popa Juges de ligne : Yohann Creux-Beaugirard et Erin Delavenna |
| Jaouen (40 min) Cagigos (20 min) | Gardiens         | Gautero (40 min) Blanc (20 min)          | | Arbitrage : Adrian Popa Juges de ligne : Yohann Creux-Beaugirard et Erin Delavenna |
| 18 min                           | Pénalités        | 8 min                                    | | Arbitrage : Adrian Popa Juges de ligne : Yohann Creux-Beaugirard et Erin Delavenna |
|                                  |                  |                                          | | Arbitrage : Adrian Popa Juges de ligne : Yohann Creux-Beaugirard et Erin Delavenna |

| 28 septembre 2024 | Annecy (D2) | 1-7 (0-0, 1-3, 0-4) | Villard-de-Lans (D2) | Complexe Jean Régis 850 spectateurs |

| Feuille de match                         | Feuille de match                                  | Feuille de match                | Feuille de match | Feuille de match                                                                                                  |
| ---------------------------------------- | ------------------------------------------------- | ------------------------------- | --- | --- |
|                                          | - Papa (Laplace, Vitton Mea) — 29 min 31 s (SN) - | 0-1 1-1 1-2 1-3 1-4 1-5 1-6 1-7 | Aurard (Kuivaniemi, Lozé) — 22 min 59 s (SN) - Ruel (Aurard, Kuivaniemi) — 38 min 49 s Tiala (Zonderop, Cantagallo) — 39 min 33 s Kuivaniemi (Ruel, Lozé) — 41 min 31 s (SN) Cantagallo (Tiala, Depetro) — 47 min 31 s Cantagallo (Tiala, Senkoe) — 47 min 54 s (CV) Depetro — 58 min 15 s | Arbitrage : Clément Goncalves et Geoffrey Barcelo Juges de ligne : Anne-Sophie Boniface et Alexandre Donat-Magnin |
| Gaubert (47 min 52 s) Dugat (12 min 8 s) | Gardiens                                          | Finé                            | | Arbitrage : Clément Goncalves et Geoffrey Barcelo Juges de ligne : Anne-Sophie Boniface et Alexandre Donat-Magnin |
| 12 min                                   | Pénalités                                         | 39 min                          | | Arbitrage : Clément Goncalves et Geoffrey Barcelo Juges de ligne : Anne-Sophie Boniface et Alexandre Donat-Magnin |
|                                          |                                                   |                                 | | Arbitrage : Clément Goncalves et Geoffrey Barcelo Juges de ligne : Anne-Sophie Boniface et Alexandre Donat-Magnin |

| 28 septembre 2024 | Montpellier (D2) | 3-5 (1-2, 2-2, 0-1) | Courchevel-Méribel-Pralognan (D1) | Patinoire Végapolis 789 spectateurs |

| Feuille de match | Feuille de match | Feuille de match                | Feuille de match | Feuille de match                                                                                     |
| ---------------- | --- | ------------------------------- | --- | --- |
|                  | - Petrossian (Čermák) — 16 min 40 s (SN) - Petrossian (Lobstein) — 23 min 15 s (IN) - Lavrenov (Montagut, Beckmann) — 36 min 25 s - | 0-1 1-1 1-2 2-2 2-3 3-3 3-4 3-5 | Brooks (Stegmann, Williams) — 14 min 56 s (SN) - Lopes (Brooks) — 17 min 1 s - R. Bermond-Gonnet (Stegmann) — 34 min 27 s (SN) - Brooks (Sarrasin, Lopes) — 38 min 30 s Stewart (Sarrasin, Bureau) — 51 min 35 s | Arbitrage : Kylian Martin et Mikaël Rommevaux Juges de ligne : Guillaume Barthe et Batiste Damongeot |
| Stiliadis        | Gardiens | Culina                          | | Arbitrage : Kylian Martin et Mikaël Rommevaux Juges de ligne : Guillaume Barthe et Batiste Damongeot |
| 8 min            | Pénalités | 6 min                           | | Arbitrage : Kylian Martin et Mikaël Rommevaux Juges de ligne : Guillaume Barthe et Batiste Damongeot |
| 23               | Tirs | 23                              | | Arbitrage : Kylian Martin et Mikaël Rommevaux Juges de ligne : Guillaume Barthe et Batiste Damongeot |

| 28 septembre 2024 | Chambéry (D1) | 6-3 (0-1, 3-1, 3-1) | Mont-Blanc (D1) | Patinoire Buisson Rond 1 067 spectateurs |

| Feuille de match | Feuille de match | Feuille de match                    | Feuille de match | Feuille de match                                                                                    |
| ---------------- | --- | ----------------------------------- | --- | --------------------------------------------------------------------------------------------------- |
|                  | - Nogaretto — 25 min 31 s - Nogaretto (Nobes) — 29 min 41 s De Smitt (Cherkowski, Reboh) — 35 min 10 s (SN) De Smitt (Mikkonen, Cherkowski) — 42 min 44 s De Smitt (Terglav, Mikkonen) — 53 min McKinney (Mikkonen, Stonnell) — 54 min 49 s (SN) - | 0-1 1-1 1-2 2-2 3-2 4-2 5-2 6-2 6-3 | Djig (Larroque) — 4 min 40 s - Djig (M. Chatellard, Tcherniouk) — 28 min 19 s - Léger (Iarovinski, Guer) — 58 min 54 s (SN + JS) | Arbitrage : Nicolas Barbez et Benjamin Scolari Juges de ligne : Gwilherm Margry et Benjamin Auméras |
| Brawley          | Gardiens | Goy (29 min 41 s) Cotet (28 min)    | | Arbitrage : Nicolas Barbez et Benjamin Scolari Juges de ligne : Gwilherm Margry et Benjamin Auméras |
| 10 min           | Pénalités | 12 min                              | | Arbitrage : Nicolas Barbez et Benjamin Scolari Juges de ligne : Gwilherm Margry et Benjamin Auméras |
|                  | |                                     | | Arbitrage : Nicolas Barbez et Benjamin Scolari Juges de ligne : Gwilherm Margry et Benjamin Auméras |

| 28 septembre 2024 | Poitiers (D3) | 6-1 (4-0, 0-1, 2-0) | Brive (D3) | Patinoire de Poitiers |

| Feuille de match | Feuille de match | Feuille de match            | Feuille de match  | Feuille de match                           |
| ---------------- | --- | --------------------------- | ----------------- | ------------------------------------------ |
|                  | Mouratov — 9 min 30 s (IN) Bystrov (Mouratov) — 11 min 26 s Mouratov (Digoin, Budko) — 12 min 51 s Courtoison (Lefevre) — 18 min 44 s - Bystrov — 40 min 49 s Samoilovitch (Dubreu) — 49 min 20 s (IN) | 1-0 2-0 3-0 4-0 4-1 5-1 6-1 | - Gota — 23 min - | Arbitrage : Pascal Telliez et Johan Fauvel |
| Houillez         | Gardiens | Verleye                     |                   | Arbitrage : Pascal Telliez et Johan Fauvel |
| 8 min            | Pénalités | 14 min                      |                   | Arbitrage : Pascal Telliez et Johan Fauvel |
|                  | |                             |                   | Arbitrage : Pascal Telliez et Johan Fauvel |

| 28 septembre 2024 | Clermont-Ferrand (D2) | 4-2 (1-1, 1-1, 2-0) | Toulouse-Blagnac (D2) | Patinoire Papadakis & Cizeron 750 spectateurs |

| Feuille de match | Feuille de match | Feuille de match        | Feuille de match                                                           | Feuille de match                                                             |
| ---------------- | --- | ----------------------- | -------------------------------------------------------------------------- | ---------------------------------------------------------------------------- |
|                  | Välirinne — 30 s - Faure (Välirinne, Niemelä) — 35 min 25 s (SN) Faure (Välirinne, Niemelä) — 40 min 22 s (SN) Faure (Välirinne, Niemelä) — 57 min 12 s (SN) | 1-0 1-1 1-2 2-2 3-2 4-2 | - Krukoff (Shankar, Menard) — 4 min 18 s (SN) Menard — 29 min 3 s (2 IN) - | Arbitrage : Yohan George Juges de ligne : Olivier Salicio et Tifaine Rivoire |
| Jones            | Gardiens | Bolduc                  |                                                                            | Arbitrage : Yohan George Juges de ligne : Olivier Salicio et Tifaine Rivoire |
| 12 min           | Pénalités | 20 min                  |                                                                            | Arbitrage : Yohan George Juges de ligne : Olivier Salicio et Tifaine Rivoire |
|                  | |                         |                                                                            | Arbitrage : Yohan George Juges de ligne : Olivier Salicio et Tifaine Rivoire |

| 28 septembre 2024 | La Roche-sur-Yon (D2) | 2-3 (0-0, 0-1, 2-2) | Nantes (D1) | Complexe Arago 900 spectateurs |

| Feuille de match | Feuille de match                                                               | Feuille de match    | Feuille de match                                                                                             | Feuille de match                                                                            |
| ---------------- | ------------------------------------------------------------------------------ | ------------------- | --- | ------------------------------------------------------------------------------------------- |
|                  | - Cornu (Chauvet) — 56 min 16 s Garifouline (Donald, Cornu) — 59 min 29 s (JS) | 0-1 0-2 0-3 1-3 2-3 | Thomas (Ross) — 24 min 24 s (SN) Delvaille (Damy, Pascal) — 46 min 44 s André (Cinato, Ross) — 47 min 40 s - | Arbitrage : Romain Herrault et Jérémy Rauline Juges de ligne : Timothée Maudet et Tao Braud |
| Neau             | Gardiens                                                                       | Latinovich          | | Arbitrage : Romain Herrault et Jérémy Rauline Juges de ligne : Timothée Maudet et Tao Braud |
| 10 min           | Pénalités                                                                      | 8 min               | | Arbitrage : Romain Herrault et Jérémy Rauline Juges de ligne : Timothée Maudet et Tao Braud |
|                  |                                                                                |                     | | Arbitrage : Romain Herrault et Jérémy Rauline Juges de ligne : Timothée Maudet et Tao Braud |

| 28 septembre 2024 | Tours (D1) | 7-2 (2-0, 2-2, 3-0) | Brest (D1) | Patinoire de Tours 1 247 spectateurs |

| Feuille de match | Feuille de match | Feuille de match                    | Feuille de match                                                                                 | Feuille de match                                                                             |
| ---------------- | --- | ----------------------------------- | ------------------------------------------------------------------------------------------------ | -------------------------------------------------------------------------------------------- |
|                  | Fournier (Kiss, Métais) — 6 min 3 s (SN) Jean (Gibbons, Métais) — 11 min 5 s Gibbons (Fournier, Thomas) — 24 min 59 s Jean — 26 min - Kiss (Fournier, Ebner) — 47 min 36 s (SN) Shroyer (Gibbons, E. Raibon) — 52 min 1 s (SN) Gibbons (Jean, Métais) — 54 min 22 s | 1-0 2-0 3-0 4-0 4-1 4-2 5-2 6-2 7-2 | - Lemetais (Drolet, Faure-Brac) — 27 min 27 s Fourcade (Jaakola, Faure-Brac) — 37 min 5 s (SN) - | Arbitrage : Damien Bliek et Mickaël Gasnier Juges de ligne : Thomas Simon et Charles Baudoin |
| S. Raibon        | Gardiens | Vazzaz                              |                                                                                                  | Arbitrage : Damien Bliek et Mickaël Gasnier Juges de ligne : Thomas Simon et Charles Baudoin |
| 6 min            | Pénalités | 8 min                               |                                                                                                  | Arbitrage : Damien Bliek et Mickaël Gasnier Juges de ligne : Thomas Simon et Charles Baudoin |
|                  | |                                     |                                                                                                  | Arbitrage : Damien Bliek et Mickaël Gasnier Juges de ligne : Thomas Simon et Charles Baudoin |

| 28 septembre 2024 | Caen (D1) | 0-3 (0-1, 0-0, 0-2) | Cholet (D1) | Patinoire de Caen la Mer |

| Feuille de match | Feuille de match | Feuille de match | Feuille de match | Feuille de match                                                                                 |
| ---------------- | ---------------- | ---------------- | --- | ------------------------------------------------------------------------------------------------ |
|                  | -                | 0-1 0-2 0-3      | Auvitu (Bélisle, Bastille) — 18 min 18 s Auvitu (Bastille, Tremblay) — 40 min 49 s (SN) Karsh — 56 min 45 s (IN + CV) | Arbitrage : Sébastien Levasseur et Adrien Ernecq Juges de ligne : Hugo Maillard et Romain Honoré |
| Quemener         | Gardiens         | Grametbauer      | | Arbitrage : Sébastien Levasseur et Adrien Ernecq Juges de ligne : Hugo Maillard et Romain Honoré |
| 12 min           | Pénalités        | 10 min           | | Arbitrage : Sébastien Levasseur et Adrien Ernecq Juges de ligne : Hugo Maillard et Romain Honoré |
|                  |                  |                  | | Arbitrage : Sébastien Levasseur et Adrien Ernecq Juges de ligne : Hugo Maillard et Romain Honoré |

### Seizièmes de finale
| 22 octobre 2024 | Courbevoie (D2) | 1-8 | Amiens (SLM) | Patinoire Thierry Monier |

| 22 octobre 2024 | Meudon (D1) | 2-7 | Rouen (SLM) | Patinoire de Meudon |

| 22 octobre 2024 | Dunkerque (D1) | 6-2 | Valenciennes (D1) | Patinoire Michel-Raffoux |

| 22 octobre 2024 | Évry-Viry (D2) | 1-12 | Cergy-Pontoise (SLM) | Patinoire François-Le-Comte |

| 23 octobre 2024 | Besançon (D3) | 0-16 | Strasbourg (D1) | Patinoire La Fayette |

| 22 octobre 2024 | Châlons-en-Champagne (D2) | 0-4 | Épinal (D1) | Patinoire Cités Glace |

| 22 octobre 2024 | Gap (SLM) | 0-5 (0-2, 0-1, 0-2) | Briançon (SLM) | Alp'Arena 2 772 spectateurs |

| Feuille de match | Feuille de match | Feuille de match    | Feuille de match | Feuille de match                                                                              |
| ---------------- | ---------------- | ------------------- | --- | --------------------------------------------------------------------------------------------- |
|                  |                  | 0-1 0-2 0-3 0-4 0-5 | Villiot (Fauchon, Berard) — 7 min 55 s Reynaud (MacEachern, Fauchon) — 19 min 21 s Richards (Lemay, Létourneau) — 23 min 35 s Richards (Lemay, MacEachern) — 45 min 3 s (SN) Villiot (Reynaud, Berard) — 46 min 49 s | Arbitrage : Benjamin Scolari Geoffrey Barcelo Juges de lignes : Benjamin Aumeras Éric Briolat |
| Karjalainen      | Gardiens         | Outhouse            | | Arbitrage : Benjamin Scolari Geoffrey Barcelo Juges de lignes : Benjamin Aumeras Éric Briolat |
| 29 min           | Pénalités        | 50 min              | | Arbitrage : Benjamin Scolari Geoffrey Barcelo Juges de lignes : Benjamin Aumeras Éric Briolat |
|                  |                  |                     | | Arbitrage : Benjamin Scolari Geoffrey Barcelo Juges de lignes : Benjamin Aumeras Éric Briolat |

| 23 octobre 2024 | Roanne (D2) | 2-3 (TB) | Morzine-Avoriaz (D1) | Patinoire Fontalon |

| 23 octobre 2024 | Valence (D2) | 2-6 | Chambéry (D1) | Le Polygone |

| 22 octobre 2024 | Chamonix (SLM) | 3-5 | Grenoble (SLM) | Centre sportif Richard-Bozon |

| 23 octobre 2024 | Courchevel-Méribel-Pralognan (D1) | 0-6 | Marseille (SLM) | Patinoire du Forum |

| 22 octobre 2024 | Villard-de-Lans (D1) | 2-3 | Nice (SLM) | Patinoire André Ravix |

| 22 octobre 2024 | Clermont-Ferrand (D2) | 1-10 | Bordeaux (SLM) | Patinoire Papadakis & Cizeron |

| 22 octobre 2024 | Poitiers (D3) | 0-24 | Angers (SLM) | Patinoire de Poitiers |

| 22 octobre 2024 | Nantes (D1) | 4-2 | Cholet (D1) | Patinoire du Petit Port |

| 22 octobre 2024 | Tours (D1) | 0-7 | Anglet (SLM) | Patinoire de Tours |

### Huitièmes de finale
| 26 novembre 2024 | Épinal (D1) | 3-2 (TB) | Nantes (D1) | Patinoire de Poissompré |

| 26 novembre 2024 | Dunkerque (D1) | 2-7 | Rouen (SLM) | Patinoire Michel-Raffoux |

| 26 novembre 2024 | Cergy-Pontoise (SLM) | 0-1 | Angers (SLM) | Aren'ice |

| 26 novembre 2024 | Strasbourg (D1) | 2-6 | Amiens (SLM) | Patinoire Iceberg |

| 26 novembre 2024 | Marseille (SLM) | 2-3 | Nice (SLM) | Palais omnisports Marseille Grand Est |

| 26 novembre 2024 | Briançon (SLM) | 4-1 (0-0, 3-1, 1-0) | Anglet (SLM) | Patinoire René-Froger 1 213 spectateurs |

| Feuille de match | Feuille de match | Feuille de match    | Feuille de match                       | Feuille de match                                                                 |
| ---------------- | --- | ------------------- | -------------------------------------- | -------------------------------------------------------------------------------- |
|                  | Lemay (Richards, Dubois) — 32 min 44 s (SN) MacEachern (Richards, Stromgren) — 33 min 56 s Barnaby (Berard, Vozovik) — 39 min 58 s Persson (Chausserie-Laprée, MacEachern) — 56 min 24 s (CV) | 0-1 1-1 2-1 3-1 4-1 | Beaudoin (Blake, Master) — 24 min 15 s | Arbitrage : Benjamin Scolari Joris Barcelo Nicolas Constantineau Viny Bergamelli |
| Outhouse         | Gardiens | St. Cyr             |                                        | Arbitrage : Benjamin Scolari Joris Barcelo Nicolas Constantineau Viny Bergamelli |
| 5 min            | Pénalités | 9 min               |                                        | Arbitrage : Benjamin Scolari Joris Barcelo Nicolas Constantineau Viny Bergamelli |
| 28               | Tirs | 7                   |                                        | Arbitrage : Benjamin Scolari Joris Barcelo Nicolas Constantineau Viny Bergamelli |

| 26 novembre 2024 | Bordeaux (SLM) | 1-2 | Grenoble (SLM) | Patinoire de Mériadeck |

| 27 novembre 2024 | Chambéry (D1) | 5-6 (pr) | Morzine-Avoriaz (D1) | Patinoire Buisson Rond |

### Quarts de finale
| 17 décembre 2024 | Épinal (D1) | 2-5 (1-0, 1-1, 0-4) | Briançon (SLM) | Patinoire de Poissompré 2 516 spectateurs |

| Feuille de match | Feuille de match                                                                        | Feuille de match            | Feuille de match | Feuille de match                                                                                           |
| ---------------- | --------------------------------------------------------------------------------------- | --------------------------- | --- | --- |
|                  | Sarlin (Fujerik, Cerkovnik) — 12 min 16 s Sabatier (Lubin, Rapenne) — 23 min 4 s (SN) - | 1-0 2-0 2-1 2-2 2-3 2-4 2-5 | - Stromgren (Richards, Abramov) — 37 min Dubois (Persson, Lemay) — 41 min 39 s Richards — 42 min 25 s Berard — 49 min 50 s Létourneau (Abramov, Richards) — 59 min 53 s (CV) | Arbitrage : Geoffrey Barcelo et Raphaël Rohwedder Juges de lignes: Yohann Creux-Beaugiraud et Vincent Zede |
| Bonvalot         | Gardiens                                                                                | Outhouse                    | | Arbitrage : Geoffrey Barcelo et Raphaël Rohwedder Juges de lignes: Yohann Creux-Beaugiraud et Vincent Zede |
| 4 min            | Pénalités                                                                               | 6 min                       | | Arbitrage : Geoffrey Barcelo et Raphaël Rohwedder Juges de lignes: Yohann Creux-Beaugiraud et Vincent Zede |
| 19               | Tirs                                                                                    | 38                          | | Arbitrage : Geoffrey Barcelo et Raphaël Rohwedder Juges de lignes: Yohann Creux-Beaugiraud et Vincent Zede |

| 17 décembre 2024 | Angers (SLM) | 6-1 (1-0, 5-0, 0-1) | Nice (SLM) | Angers IceParc 3 449 spectateurs |

| Feuille de match | Feuille de match | Feuille de match                          | Feuille de match             | Feuille de match                                                                                    |
| ---------------- | --- | ----------------------------------------- | ---------------------------- | --------------------------------------------------------------------------------------------------- |
|                  | Shaw (Wilkins, Gaborit) — 7 min 7 s Ritz (Sarliève, Gaborit) — 24 min 45 s Prapavessis (Ritz, Gaborit) — 29 min 54 s Sarliève (Rouhiainen, Cap) — 33 min 46 s Halley (Charbonneau, Di Dio Balsamo) — 35 min 45 s Ritz (Wilkins, Charbonneau) — 38 min 18 s (SN) - | 1-0 2-0 3-0 4-0 5-0 6-0 6-1               | - Sloboda — 51 min 35 s (SN) | Arbitrage : Jérémy Rauline et Cyril Debuche Juges de lignes: Maxime Laboulais et Joffrey Yssembourg |
| O'Connor         | Gardiens | Mölder (29 min 54 s) Garnier (30 min 6 s) |                              | Arbitrage : Jérémy Rauline et Cyril Debuche Juges de lignes: Maxime Laboulais et Joffrey Yssembourg |
| 4 min            | Pénalités | 6 min                                     |                              | Arbitrage : Jérémy Rauline et Cyril Debuche Juges de lignes: Maxime Laboulais et Joffrey Yssembourg |
| 27               | Tirs | 19                                        |                              | Arbitrage : Jérémy Rauline et Cyril Debuche Juges de lignes: Maxime Laboulais et Joffrey Yssembourg |

| 18 décembre 2024 | Morzine-Avoriaz (D1) | 1-6 (0-2, 0-3, 1-1) | Rouen (SLM) | Škoda Arena 1 032 spectateurs |

| Feuille de match                  | Feuille de match                                  | Feuille de match            | Feuille de match | Feuille de match                                                                                 |
| --------------------------------- | ------------------------------------------------- | --------------------------- | --- | ------------------------------------------------------------------------------------------------ |
|                                   | - J. Cerdà (Luscombe, Ziouziakine) — 55 min 6 s - | 0-1 0-2 0-3 0-4 0-5 1-5 1-6 | Kytnár (Glad, Naud) — 17 s Yeo (Tommila, Perron) — 5 min 59 s Bengtsson — 28 min 30 s Bengtsson (Nesa, Yeo) — 31 min 2 s Vīgners (Naud, Kytnár) — 37 min 5 s - Naud (Perron, Rech) — 58 min 24 s | Arbitrage : Nicolas Barbez et Clément Goncalves Juges de lignes: Eric Briolat et Quentin Ugolini |
| Zurawski (40 min) Bouvet (20 min) | Gardiens                                          | Setänen                     | | Arbitrage : Nicolas Barbez et Clément Goncalves Juges de lignes: Eric Briolat et Quentin Ugolini |
| 0 min                             | Pénalités                                         | 6 min                       | | Arbitrage : Nicolas Barbez et Clément Goncalves Juges de lignes: Eric Briolat et Quentin Ugolini |
| 19                                | Tirs                                              | 30                          | | Arbitrage : Nicolas Barbez et Clément Goncalves Juges de lignes: Eric Briolat et Quentin Ugolini |

| 18 décembre 2024 | Grenoble (SLM) | 4-2 (2-0, 1-2, 1-0) | Amiens (SLM) | Patinoire Polesud 3 935 spectateurs |

| Feuille de match | Feuille de match | Feuille de match        | Feuille de match                                                          | Feuille de match                                                                                       |
| ---------------- | --- | ----------------------- | ------------------------------------------------------------------------- | --- |
|                  | Koudri (Treille, Hardy) — 4 min 43 s Hardy (Boivin, Mallet) — 8 min 58 s - Koudri (Binner, Leclerc) — 31 min 32 s Deschamps (Hardy, Pintarič) — 59 min 39 s (CV) | 1-0 2-0 2-1 2-2 3-2 4-2 | - Gibert — 25 min 43 s (SN) Magovac (Matima, Gibert) — 29 min 53 s (SN) - | Arbitrage : Nicolas Cregut et Joris Barcelo Juges de lignes: Nicolas Constantineau et Vinny Bergamelli |
| Pintarič         | Gardiens | Fouquerel               |                                                                           | Arbitrage : Nicolas Cregut et Joris Barcelo Juges de lignes: Nicolas Constantineau et Vinny Bergamelli |
| 4 min            | Pénalités | 0 min                   |                                                                           | Arbitrage : Nicolas Cregut et Joris Barcelo Juges de lignes: Nicolas Constantineau et Vinny Bergamelli |
| 26               | Tirs | 35                      |                                                                           | Arbitrage : Nicolas Cregut et Joris Barcelo Juges de lignes: Nicolas Constantineau et Vinny Bergamelli |

### Demi-finales
| 7 janvier 2025 | Briançon (SLM) | 0-5 (0-1, 0-2, 0-2) | Grenoble (SLM) | Patinoire René-Froger 1 679 spectateurs |

| Feuille de match | Feuille de match | Feuille de match    | Feuille de match | Feuille de match                                                                                        |
| ---------------- | ---------------- | ------------------- | ---------------- | --- |
|                  | -                | 0-1 0-2 0-3 0-4 0-5 |                  | Arbitrage : Geoffrey Barcelo et Cyril Debuche Juges de ligne : Viny Bergamelli et Nicolas Constantineau |
|                  |                  |                     |                  | Arbitrage : Geoffrey Barcelo et Cyril Debuche Juges de ligne : Viny Bergamelli et Nicolas Constantineau |
| 6 min            | Pénalités        | 8 min               |                  | Arbitrage : Geoffrey Barcelo et Cyril Debuche Juges de ligne : Viny Bergamelli et Nicolas Constantineau |
| 24               | Tirs             | 44                  |                  | Arbitrage : Geoffrey Barcelo et Cyril Debuche Juges de ligne : Viny Bergamelli et Nicolas Constantineau |

| 7 janvier 2025 | Rouen (SLM) | 0-6 (0-2, 0-3, 0-1) | Angers (SLM) | L'Île Lacroix 3 209 spectateurs |

| Feuille de match | Feuille de match | Feuille de match        | Feuille de match | Feuille de match                                                                                    |
| ---------------- | ---------------- | ----------------------- | ---------------- | --------------------------------------------------------------------------------------------------- |
|                  | -                | 0-1 0-2 0-3 0-4 0-5 0-6 |                  | Arbitrage : Jérémy Rauline et Nicolas Cregut Juges de ligne : Quentin Ugolini et Joffrey Yssembourg |
|                  |                  |                         |                  | Arbitrage : Jérémy Rauline et Nicolas Cregut Juges de ligne : Quentin Ugolini et Joffrey Yssembourg |
| 7 min            | Pénalités        | 9 min                   |                  | Arbitrage : Jérémy Rauline et Nicolas Cregut Juges de ligne : Quentin Ugolini et Joffrey Yssembourg |
| 27               | Tirs             | 30                      |                  | Arbitrage : Jérémy Rauline et Nicolas Cregut Juges de ligne : Quentin Ugolini et Joffrey Yssembourg |

### Finale
| 16 février 2025 | Grenoble (SLM) | 2-3 (1-1, 1-1, 0-1) | Angers (SLM) | Palais omnisports de Paris-Bercy 13 877 spectateurs |

| Feuille de match | Feuille de match                                                                            | Feuille de match    | Feuille de match | Feuille de match |
| ---------------- | ------------------------------------------------------------------------------------------- | ------------------- | --- | --- |
|                  | Boivin (Binner, Beauchemin) — 12 min 54 s (SN) - Hardy (Treille, Deschamps) — 27 min 53 s - | 1-0 1-1 1-2 2-2 2-3 | - Valier (Manning, Ritz) — 14 min 13 s Tavernier (Prapavessis, Wilkins) — 23 min 33 s - Sarliève (Llorca) — 43 min 58 s | Arbitrage : Geoffrey Barcelo et Jérémy Rauline Juges de lignes: Quentin Ugolini et Nicolas Constantineau Arbitre vidéo: Cyril Debuche |
| Pintarič         | Gardiens                                                                                    | O'Connor            | | Arbitrage : Geoffrey Barcelo et Jérémy Rauline Juges de lignes: Quentin Ugolini et Nicolas Constantineau Arbitre vidéo: Cyril Debuche |
| 2 min            | Pénalités                                                                                   | 8 min               | | Arbitrage : Geoffrey Barcelo et Jérémy Rauline Juges de lignes: Quentin Ugolini et Nicolas Constantineau Arbitre vidéo: Cyril Debuche |
| 28               | Tirs                                                                                        | 23                  | | Arbitrage : Geoffrey Barcelo et Jérémy Rauline Juges de lignes: Quentin Ugolini et Nicolas Constantineau Arbitre vidéo: Cyril Debuche |

## Nombre d'équipes par division et par tour
|              | Premier tour | Seizièmes de finale   | Huitièmes de finale   | Quarts de finale      | Demi- finales         | Finale                |
| Ligue Magnus | Exempts      | 12                    | 10                    | 6                     | 4                     | 2                     |
| Division 1   | 16           | 12                    | 6                     | 2                     | Plus de représentants | Plus de représentants |
| Division 2   | 17           | 6                     | Plus de représentants | Plus de représentants | Plus de représentants | Plus de représentants |
| Division 3   | 6            | 2                     | Plus de représentants | Plus de représentants | Plus de représentants | Plus de représentants |
| Club affilié | 1            | Plus de représentants | Plus de représentants | Plus de représentants | Plus de représentants | Plus de représentants |
| Totaux       | 40           | 32                    | 16                    | 8                     | 4                     | 2                     |